# Mitas
Mitas è un'azienda ceca produttrice di pneumatici.

## Storia
Fondata a Záběhlice dal produttore francese di pneumatici Michelin come sua filiale. L'azienda nacque come Pneu Michelin a.s. con l'iscrizione nel registro delle imprese il 6 febbraio 1933. La produzione iniziò il 15 febbraio 1934 e al 18 febbraio 1935 ci lavoravano 160 operai e 40 impiegati.
La fabbrica produceva pneumatici e camere d'aria per automobili, motociclette e biciclette. Nel 1937 la Michelin di Záběhlice produceva circa 300 pneumatici per auto e moto e quasi 1.000 pneumatici per biciclette al giorno.
Durante la seconda guerra mondiale, lo stabilimento divenne di proprietà della società tedesca Harburger Gummiwaren-Fabrik Phoenix e fu costretto a concentrarsi sulla gommatura di varie parti metalliche per la produzione bellica.

### Nazionalizzazione

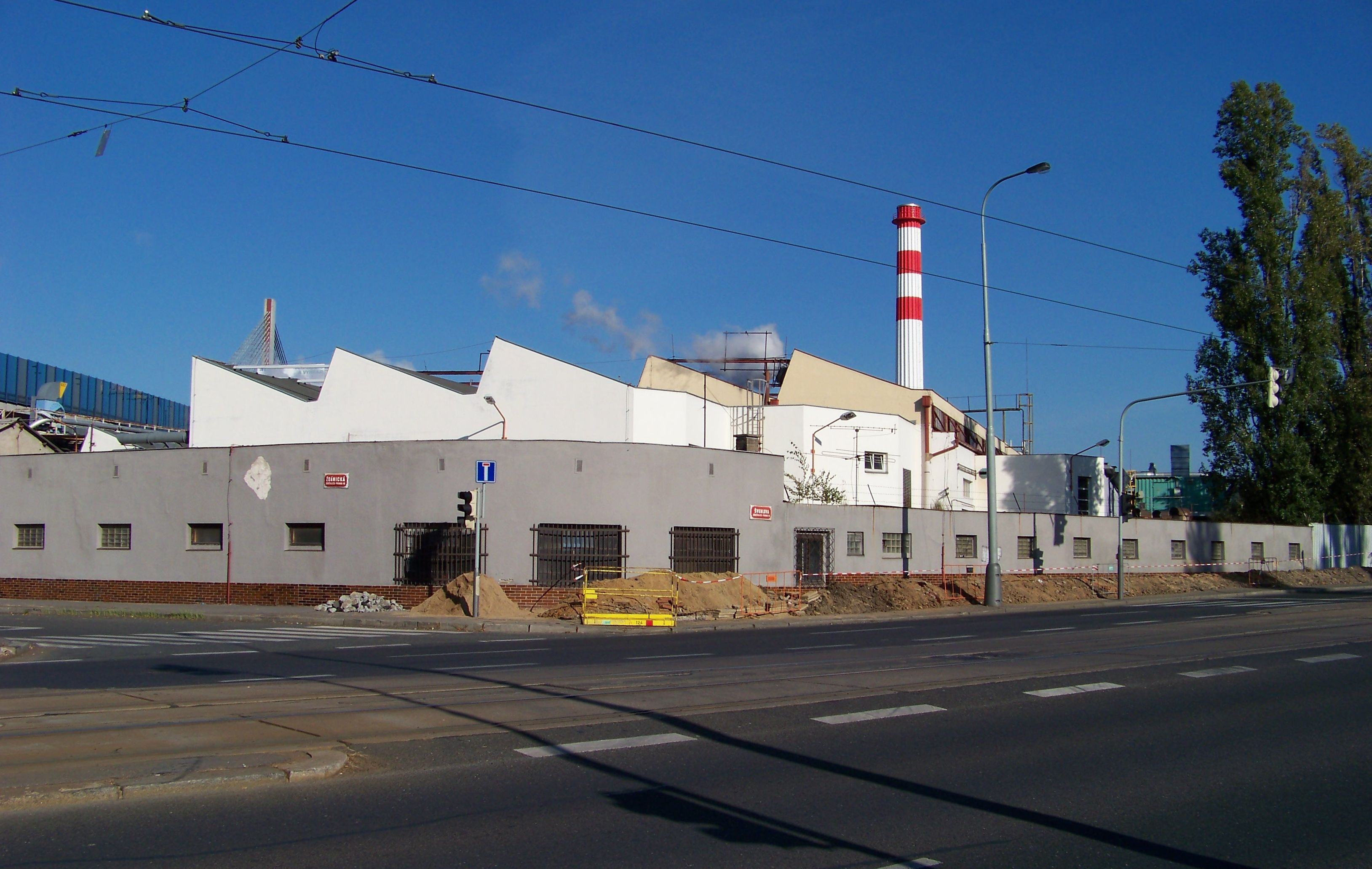
Stabilimento Mitas

Dopo la guerra, lo stabilimento venne nazionalizzato e tornò alla produzione civile. L'azienda si chiamava Pneu Michelin a.s. Con ordinanza del Ministero dell'Industria del 4 settembre 1946, n. IV/9-245-926/46 venne fondata l'impresa nazionale Michelin-Praga, alla quale vennero trasferiti i beni della società.
Con decreto del Ministero dell'Industria del 28 ottobre 1946, n. IV/4-329.614/1946, la società Michelin venne nazionalizzata e rinominata MITAS, stabilimenti di gomma. Il nome Mitas è nato combinando le parole Michelin e Veritas, un produttore di pneumatici in gomma di Hrádek nad Nisou.
Già nel 1947 venne presentato un piano per la fusione delle aziende nazionali Rubena e Mitas.La Mitas divenne una delle società subordinate della fabbrica di gomma Ruben.
Negli anni '50 si verificò un significativo rinnovamento tecnologico e l'azienda si concentrò sulla produzione di pneumatici per autocarri medi e pesanti. Gli pneumatici per biciclette vennero spostati negli stabilimenti di Náchod (Ruben), mentre quelli per veicoli passeggeri negli stabilimenti di Zlín (Barum).
Nel 1950 l'azienda produsse una serie speciale di 600 pneumatici per la limousine blindata Škoda VOS, la limousine del capo di stato cecoslovacco: si trattava di un incarico molto importante e difficile da conseguire, visto il peso di cinque tonnellate del veicolo. Per la realizzazione di questi pneumatici, si dovette importare la gomma grezza e il cordone fu tessuto appositamente con cotone egiziano. Nonostante questa produzione fosse del tutto atipica e non realizzata in serie, durante l'intera vita utile di queste limousine si ruppe un solo pneumatico: tuttavia, nella vettura in questione era seduto il ministro della Difesa polacco, il maresciallo Konstantin Rokossowski. Che, seppur uscì dall'incidente riportando solo lievi ferite, il caso fu oggetto di indagine per il Servizio di sicurezza dello Stato, che propose di incarcerare il direttore dell'azienda Mitas, il quale alla fine fu "solo" rimosso dall'incarico.
Durante una delle riorganizzazioni dell'industria cecoslovacca nel 1958, la Mitas fu incorporata nella neonata VHJ České závody gumárenské (che comprendeva Rubena Náchod e Gumokov Hradec Králové).
L'enorme sviluppo dell'azienda continuò: nel 1967 Mitas era uno dei principali produttori europei di pneumatici per l'agricoltura, per macchine edili e per aeromobili.

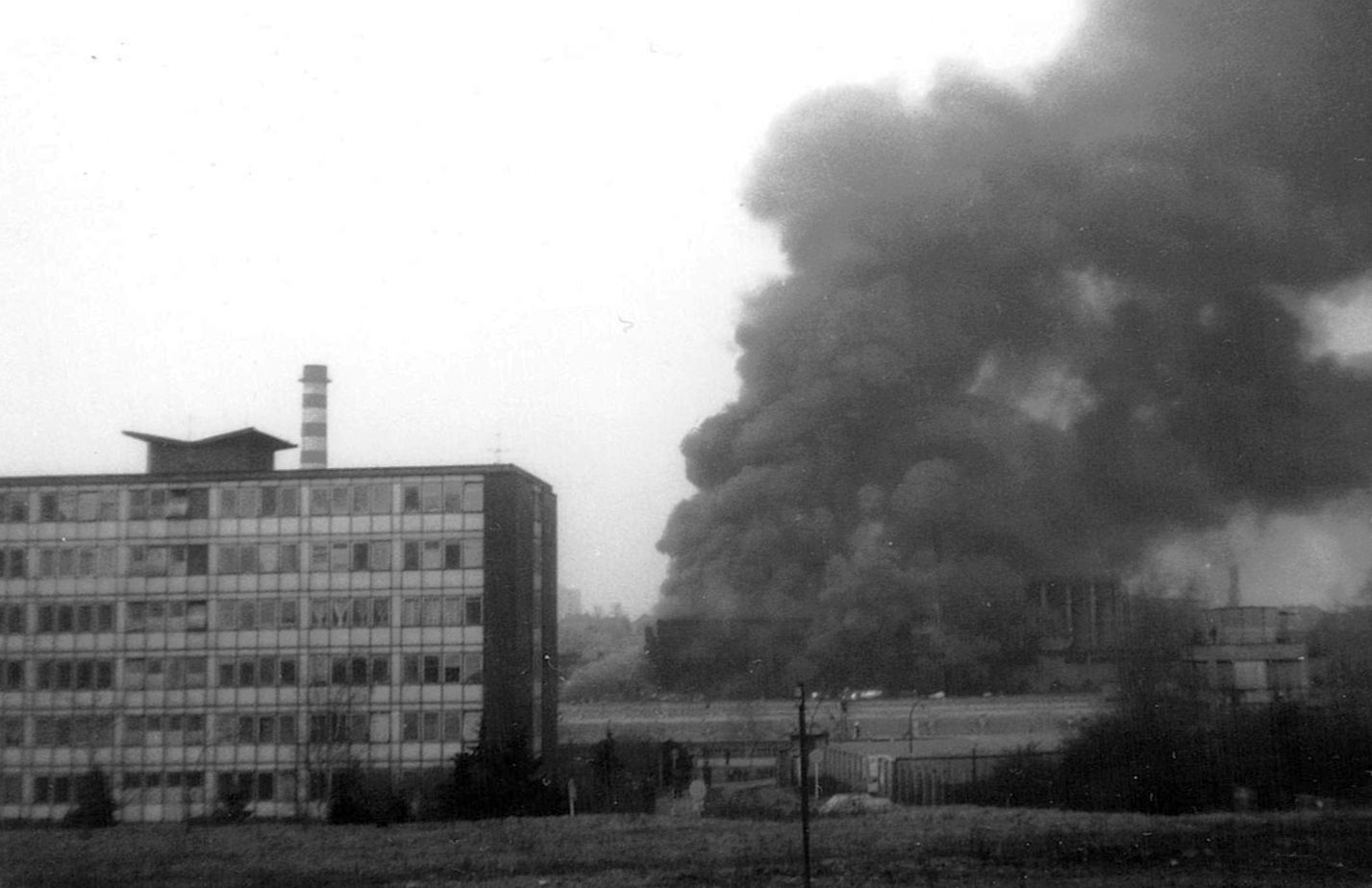
Incendio del MITAS del 14 marzo 1985

Il 14 marzo 1985 un incendio distrusse l'impianto di preparazione delle miscele, una parte fondamentale della produzione. La carenza venne coperta tramite importazioni da altre fabbriche, finché non fu costruito un nuovo impianto di miscelazione. La sua costruzione iniziò nel 1987 e divenne pienamente operativo nel 1993.
Verso la fine degli anni '80 venne fondata l'azienda statale Barum, che comprendeva anche l'azienda di produzione Mitas.

### Anni '90
Il 15 gennaio 1991 è stata fondata la società MITAS a.s., dalla trasformazione dell'impresa statale MITAS Praga, che era anche azionista della società per azioni Barum Holding. Mentre lo stabilimento di Otrokovice (fondato nel 1972) fu in seguito acquistato dal gruppo Continental, lo stabilimento di Zlín (fondato nel 1932 dalla società Baťa ) rimase nella Barum Holding con il nome Barumtech, in seguito Beltyr . Successivamente la holding si è fusa con MITAS e Beltyr per formare una nuova società ombrello , Česká gumárenská společnost, as. (ČGS), che collega gli stabilimenti MITAS Praga, Beltyr Otrokovice e Rubena Náchod .

### Il terzo millennio
Nel 2002, Mitas ha iniziato a produrre pneumatici radiali per trattori e pneumatici radiali multiuso (MPT) con struttura interamente in acciaio.
Nel 2004, la CGS ha acquistato la divisione AGRO dalla holding concorrente Continental e la società ha avviato il programma di ristrutturazione e investimento "MITAS 2004", per il quale ha ricevuto un incentivo governativo agli investimenti . La CGS trasferì gradualmente dalla Continental alla CGS l'intera produzione di Otrokovice (circa 500 dipendenti) e otto filiali di vendita e produzione all'estero (Messico, USA, Austria, Germania, Italia, Francia, Spagna, Gran Bretagna), compresa la sede centrale di Hannover della divisione AGRO. Mitas ha così acquisito il diritto di utilizzare i marchi Continental, Semperit ed Euzkadi per gli pneumatici agricoli. In un momento non specificato, la CGS ha acquistato anche una quota di maggioranza del produttore sloveno Sava Kranj e del suo marchio Savatech . 
Il 26 aprile 2012, Mitas ha avviato la produzione di pneumatici radiali agricoli nel nuovo stabilimento di Charles City, Iowa, negli Stati uniti, che diventarono di fatto il quarto stato in cui operava MITAS/ČGS.
Nel 2015, i proprietari della ČGS Holding venderono l’intera azienda al concorrente svedese Trelleborg, che ha venduto a sua volta l'azienda alla società giapponese Yokohama Rubber Company.
Nel 2025, la nuova proprietà, ha annunciato che cesserà la produzione di pneumatici nello stabilimento praghese dell'azienda a causa dell'inefficienza e dell'obsolescenza dell'impianto produttivo.